# اللغة الأورخونية التركية
اللغة التركية الأورخونية، وأيضًا لغة الكوكتورك أو اللغة الكوكتوركية هي المرحلة الأولى من اللغة التركية المكتوبة. تعتبر أقدم لغة أدبية تركية سبقت اللغة الأويغورية القديمة. تم استخدامها بشكل رئيسي في النقوش الأثرية مثل كتابات أورخون ونقوش نهر ينيسي. تعود هذه النقوش إلى القرنين السابع والثامن الميلاديين، وتعد مصادر أساسية لفهم تاريخ اللغة والثقافة التركية في تلك الفترة.